# Março (canção)
"Março" é uma canção da cantora brasileira Daniela Araújo, lançada em março de 2015.
A canção fez parte do projeto 'Eu Componho com Daniela Araújo', em que a cantora escreveu músicas a cada mês de 2015 conforme temas sugeridos pelos fãs e internautas. Em março, o público sugeriu o tema renúncia, pelo qual Daniela escreveu a música.
A composição foi gravada no estúdio Nova Geração, com produção musical e arranjos de Daniela Araújo e Jorginho Araújo. A faixa chegou a ser lançada no álbum Doze, mas numa versão diferente do single. A presente no disco trata-se de um remix que envolve a colaboração de DJ Max.[carece de fontes?]

## Faixas
1. "Março" - 3:56